# Черемош
Черемо́ш (укр. Черемош, рум. Ceremuş) — река на Западной Украине, в Восточных Карпатах (Лесистые Карпаты), правый приток Прута (бассейн Дуная). Имеет длину 80 км, площадь бассейна составляет 2560 км². Это типичная горная река с быстрым течением скоростью от 8 до 20 км/час, с уклоном 3,3 м/км, общий перепад высот — 280 м.
Бассейн реки густо заселён. На реке расположены следующие города: Вижница, Вашковцы, Куты. Развит водный туризм: спортивный горный сплав и проходит ежегодный открытый чемпионат Украины по технике водного туризма — «Черемош».

## Общая характеристика
Русло реки умеренно извилисто, ширина русла в среднем от 15 до 25 м, наибольшая — 44 м. На реке много порогов (высота падения до 1,6 м) и быстрин. Она течёт в глубокой, узкой долине (ширина от 80-120 до 350 м) с крутыми скальными склонами, имеет повороты и сужения русла, мелкие перекаты с каменистым дном.
Черемош берёт начало от слияния рек Чёрный Черемош и Белый Черемош близ села Устерики. От устья Путиловки Черемош меняет направление течения с восточного на северо-восточное и у Кут и Вижницы спускается с гор в долину реки Прут. В границах Прикарпатья Черемош течёт широкой долиной. Скорость течения реки уменьшается до 8 км/час, исчезают пороги. Недалеко от Снятына Черемош впадает в Прут.
Главный источник питания — снеговые воды и, в меньшей степени, атмосферные осадки. Весеннее половодье происходит от таяния снегов в горах весной и в начале лета. Уровень вод при этом может повышаться до 2 м. Часто на протяжении большей части года наблюдаются короткие паводки с быстрым подъёмом и падением уровня воды, зависящие от интенсивности выпадения дождей в летний период. Ежегодно их количество достигает 10—16. Для выравнивания водного режима в межень в верховьях Черемоша построены плотины и созданы водохранилища. Средний расход воды составляет 26,6 м³/сек.

## Черемош как географическая и историческая граница
Река служит границей между Ивано-Франковской (Верховинский, Косовский и Коломыйский районы) и Черновицкой (Вижницкий и Черновицкий районы) областями.
По Черемошу и Белому Черемошу проходила граница между историческими областями Галицией и Буковиной, а также они служили длительное время государственной границей между Польшей и Молдавией (Турцией), а с 1919 года по 1939 год Черемош служил границей между Польшей и Румынией.

## Флора и фауна
Берега реки лесистые. В долине лес лиственный, выше — елово-пихтовый. Много ежевики, малины, земляники.
Воды Черемоша используются для водоснабжения и рыболовства. Ранее Черемош был богат рыбой разных видов.

## Пороги на Черемоше
В зависимости от сложности порогов на Черемоше можно выделить 3 основных участка, где проводят сплавы.
1. Берды — р. Дземброня с порогами преимущественно 2 к. с.
2. Дземброня — с. Красник с порогами преимущественно 3 к. с.
3. Красник — г. Вижница с порогами преимущественно 2 к. с.

На первом участке, до впадения реки Дземброня, Черемош течёт стремительно с множеством шивер и перекатов. Отсутствие больших порогов и перекатов делает этот участок идеальным для тренировочного сплава перед сложными порогами, которые начинаются за селом Топильче. Только сначала необходимо быть на чеку, проходя порог Берды, который имеет форму нескольких ступенек, что простилаются через все русло.
Второй участок — практически нескончаемая цепочка порогов разной сложности. Порог Дземброня является серией небольших сливов, которые иногда могут создавать бочки. Чистое прохождение этих сливов на катамаранах и рафтах в малую и среднюю воду требует энергичного слалома. Порог завершается серией валов, которые особенно заинтересуют каякеров, поскольку имеют удобный подход и улово, а также достаточно безопасное дно и плес после быстрины. Следующий порог Дедов локоть — это крутой поворот с островом посредине реки. Сразу за ним — долгая шивера с серией интересных сливов. После недолгого ровного быстротока начинается следующий порог — Белая кобыла. За кладкой — опять два сильных слива. Второй слив имеет стоячий вал для каякера. Слева впадает река Быстрец и вскоре начинается долгий порог Гучок, или Малый Гук. Сначала судно встретится с серией валов и мощной бочкой, после которой вас ожидает затяжной поворот направо с сильными валунами и сливами. После успешного преодоления Гучка нужно отдохнуть и приготовиться к прохождению самого трудного на Чёрном Черемоше порога — Гук. Он достаточно короткий, но с ощутимыми сливами, после которых формируются большие бочки и высокие валы. Ещё несколько сливов и перекатов — и начинается село Красник, где туристы обычно причаливают около памятника, перед мостом.
От Красника до Верховины и дальше река Черемош течёт живописной густо заселенной долиною. Река не теряет своего горного темперамента. Вскоре с правой стороны присоединяется Белый Черемош. Ещё несколько интересных перекатов, пороги Верхнеясеневский и Сокольский — и река вливается в сказочную Буковину. В ходе сплава можно остановиться на экскурсию в Криворивне и посетить Музей Ивана Франка, а также прогуляться к серебристым водопадам около радующего глаз перевала Нимчич, вблизи известного Протятого камня.

## В культуре
Река играет важную роль в гуцульской культуре и упоминается в произведениях, посвящённых региону, в частности в песнях «Черемшина» и «Рідний край», фильме «Белая птица с чёрной отметиной». В Черновцах в 1977—1990 годы действовал одноимённый ансамбль.

## Иллюстрации

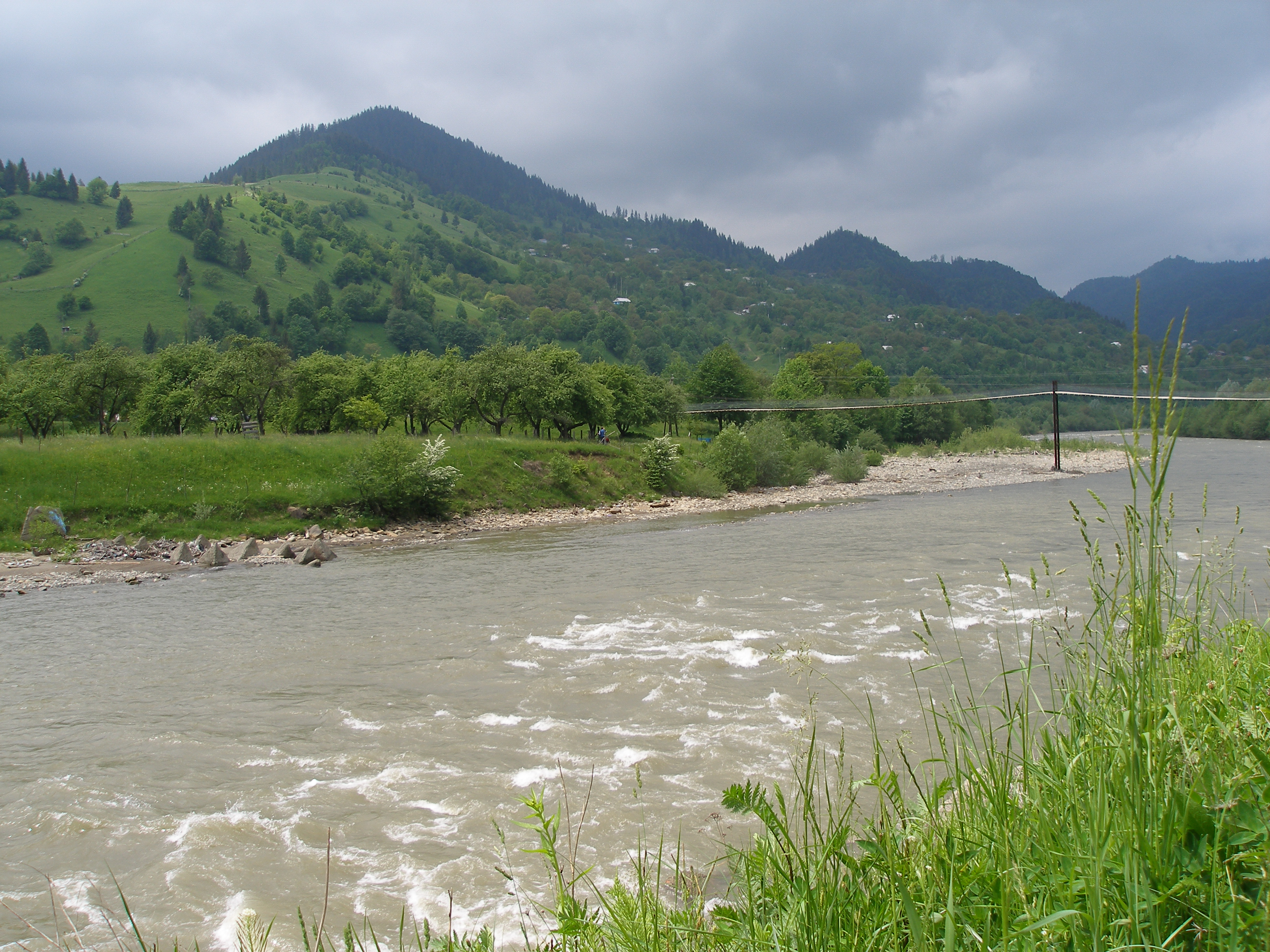
Горная красавица
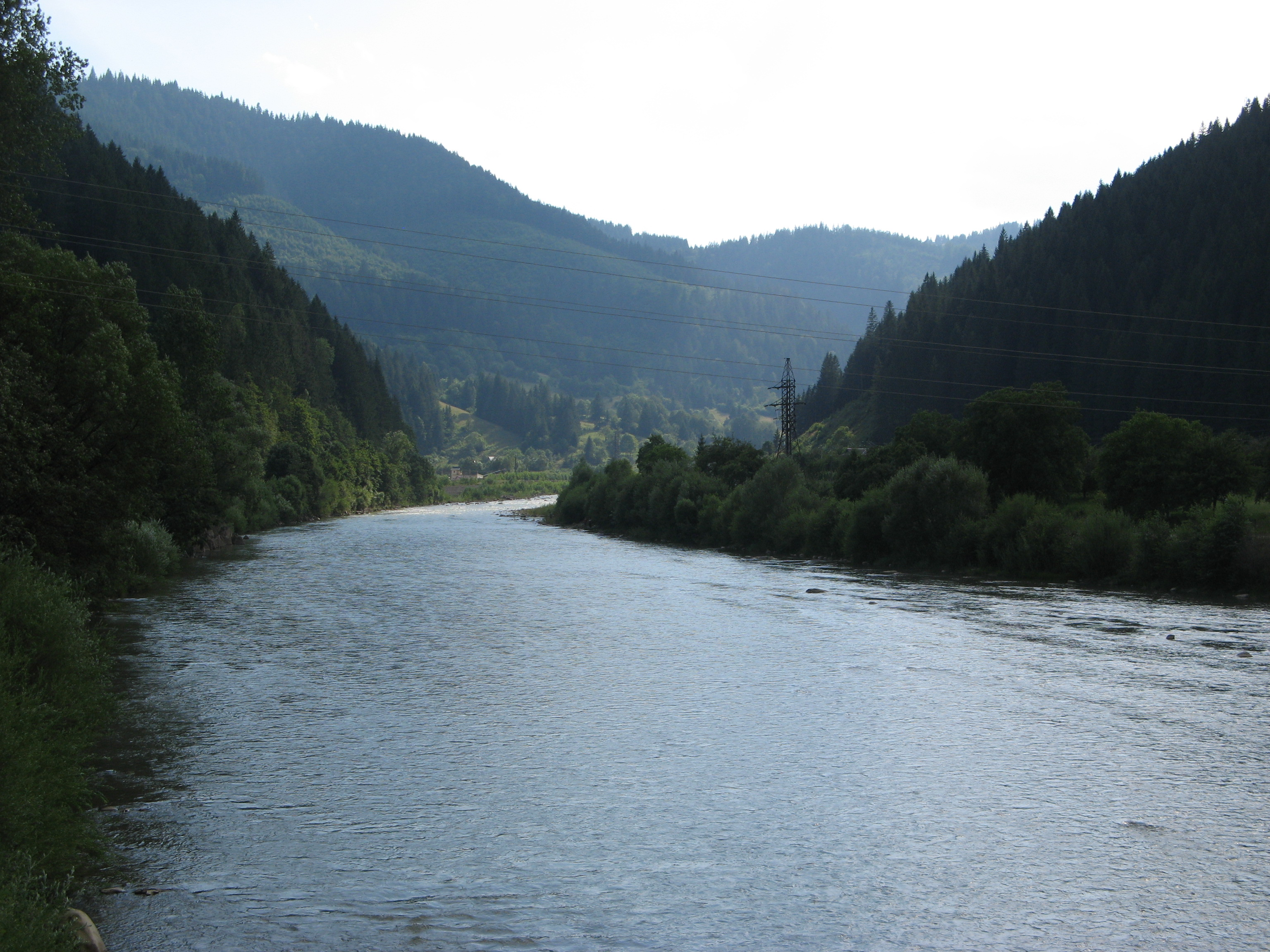
Чистая вода
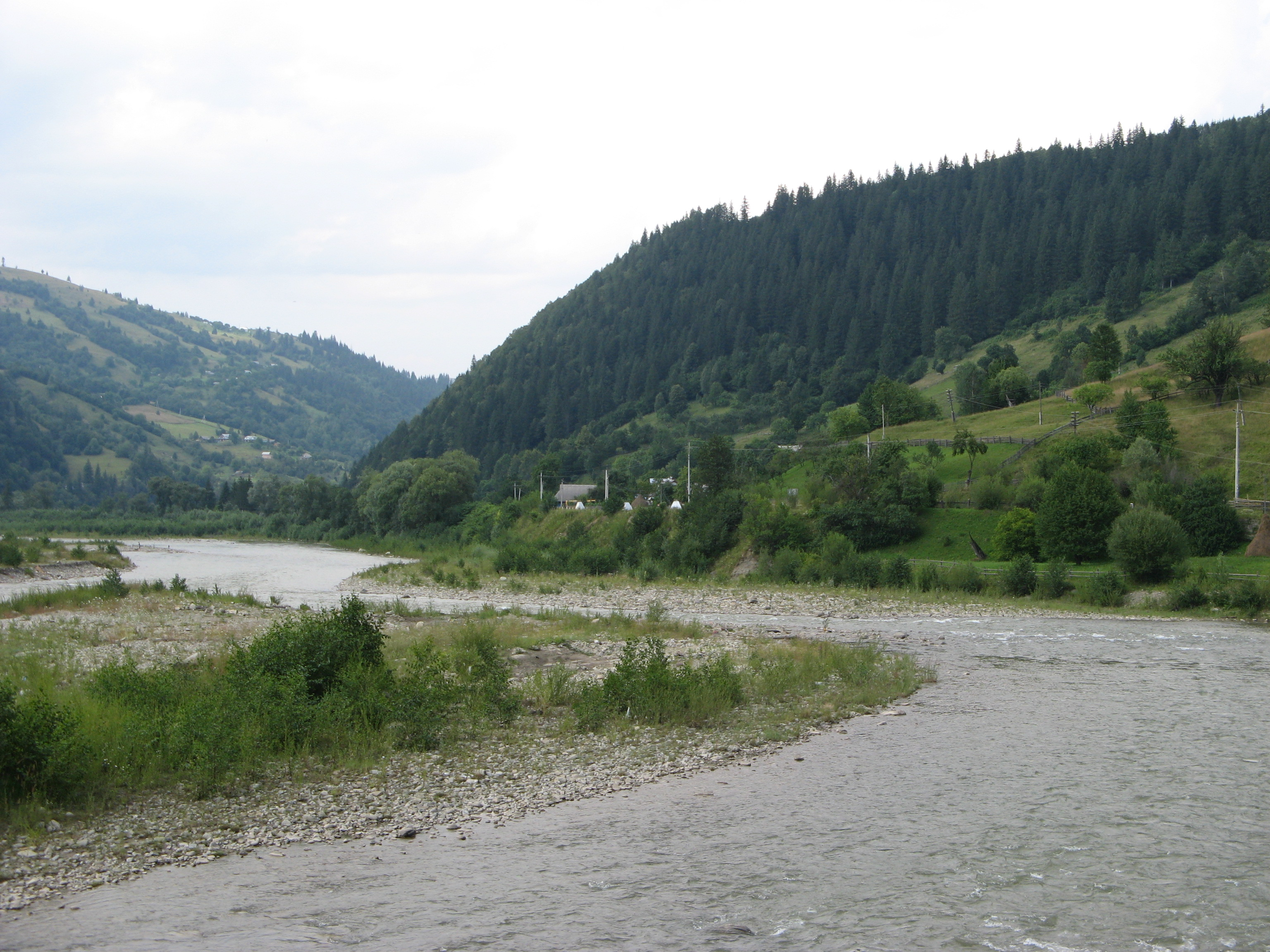
Крутые повороты
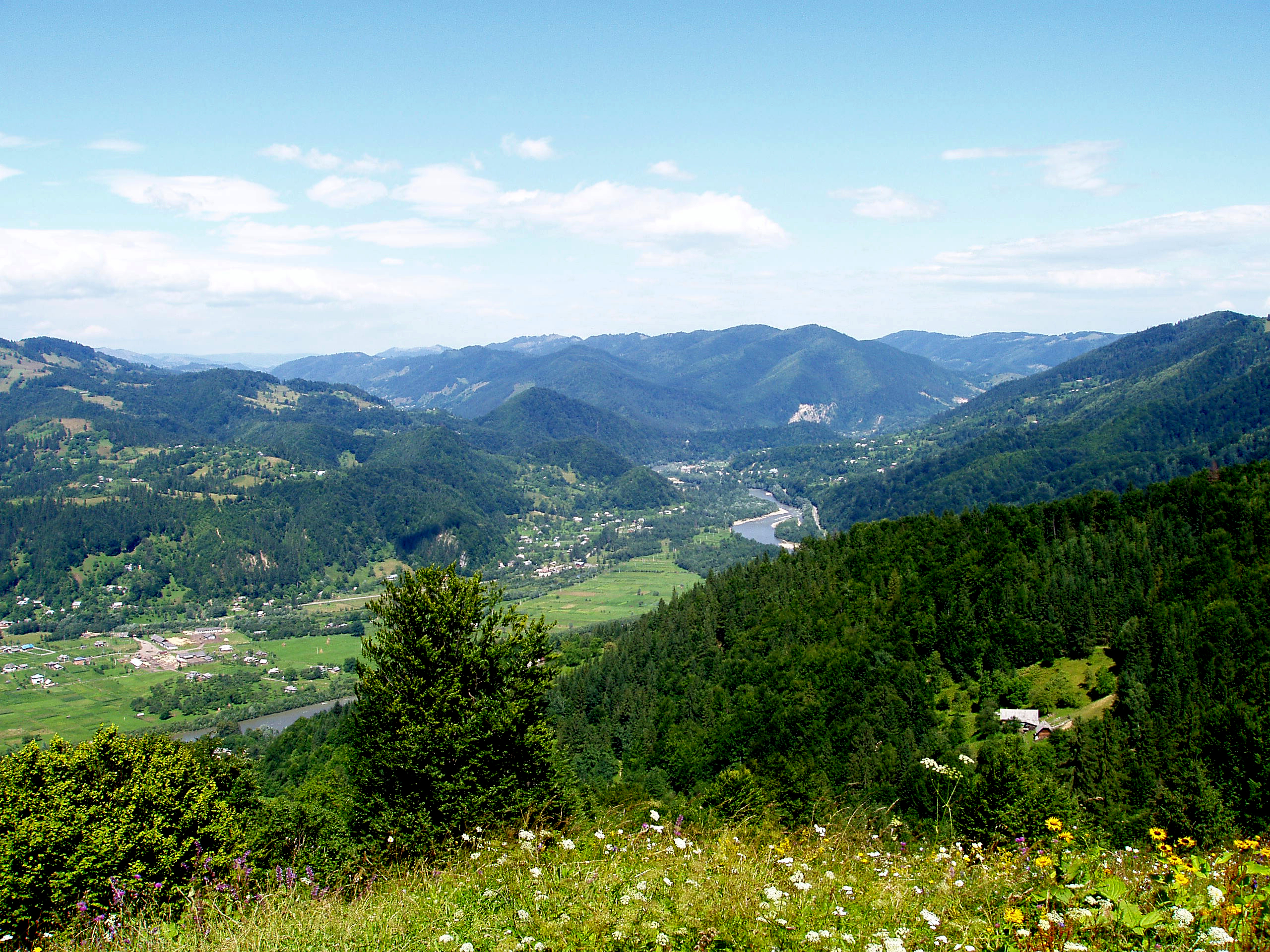
Карпатский рай
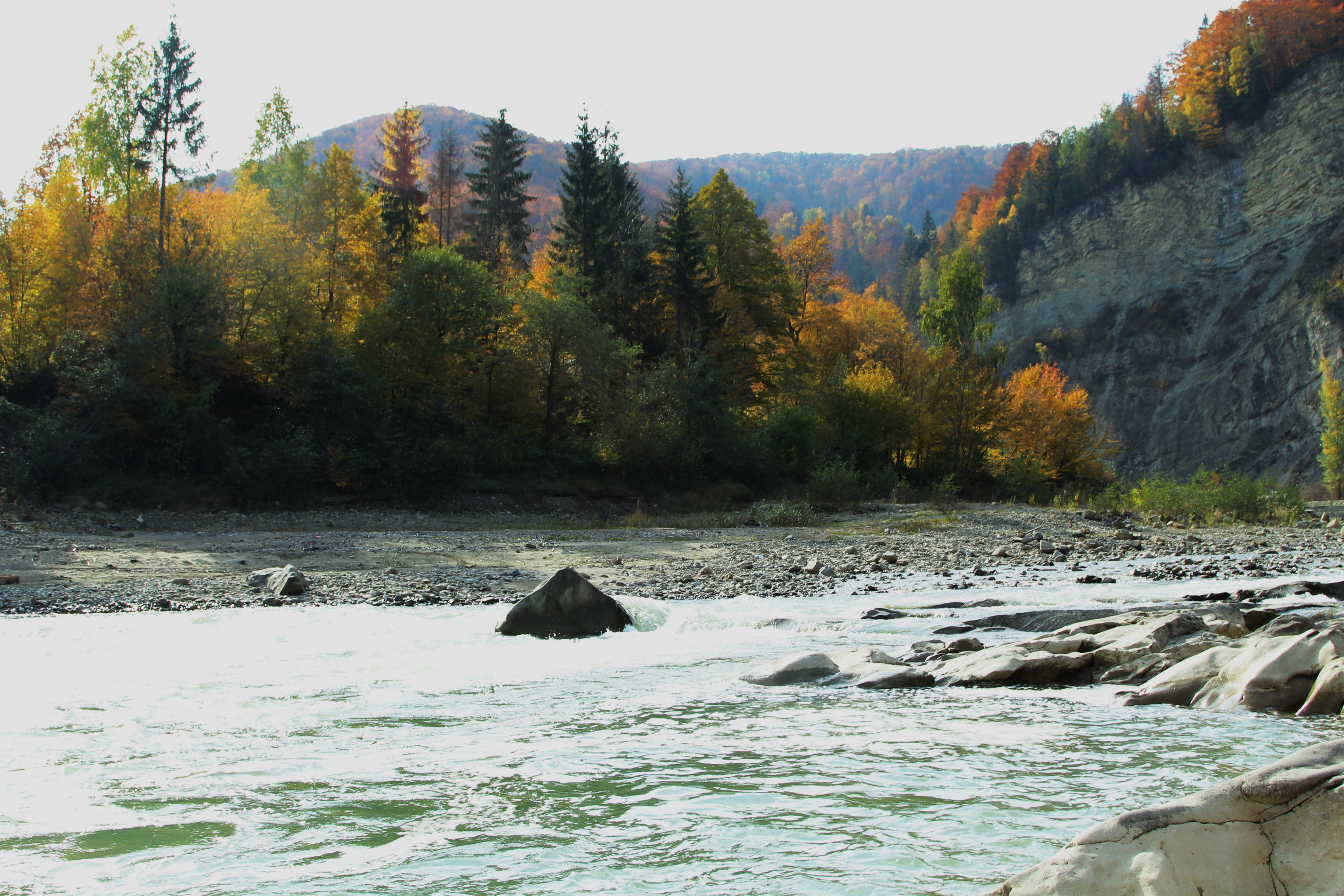
Каменные преграды
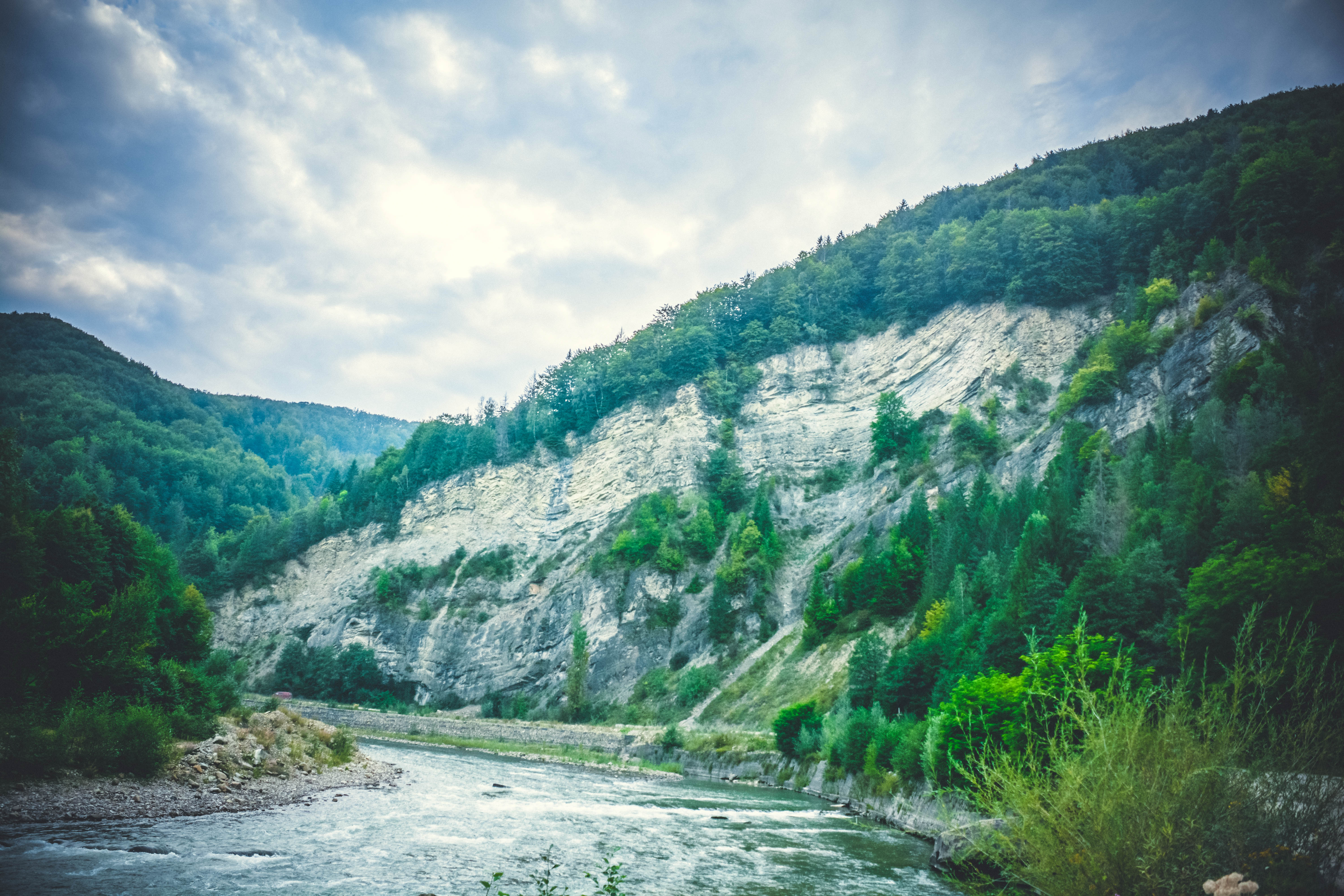
Сказочные крутые берега
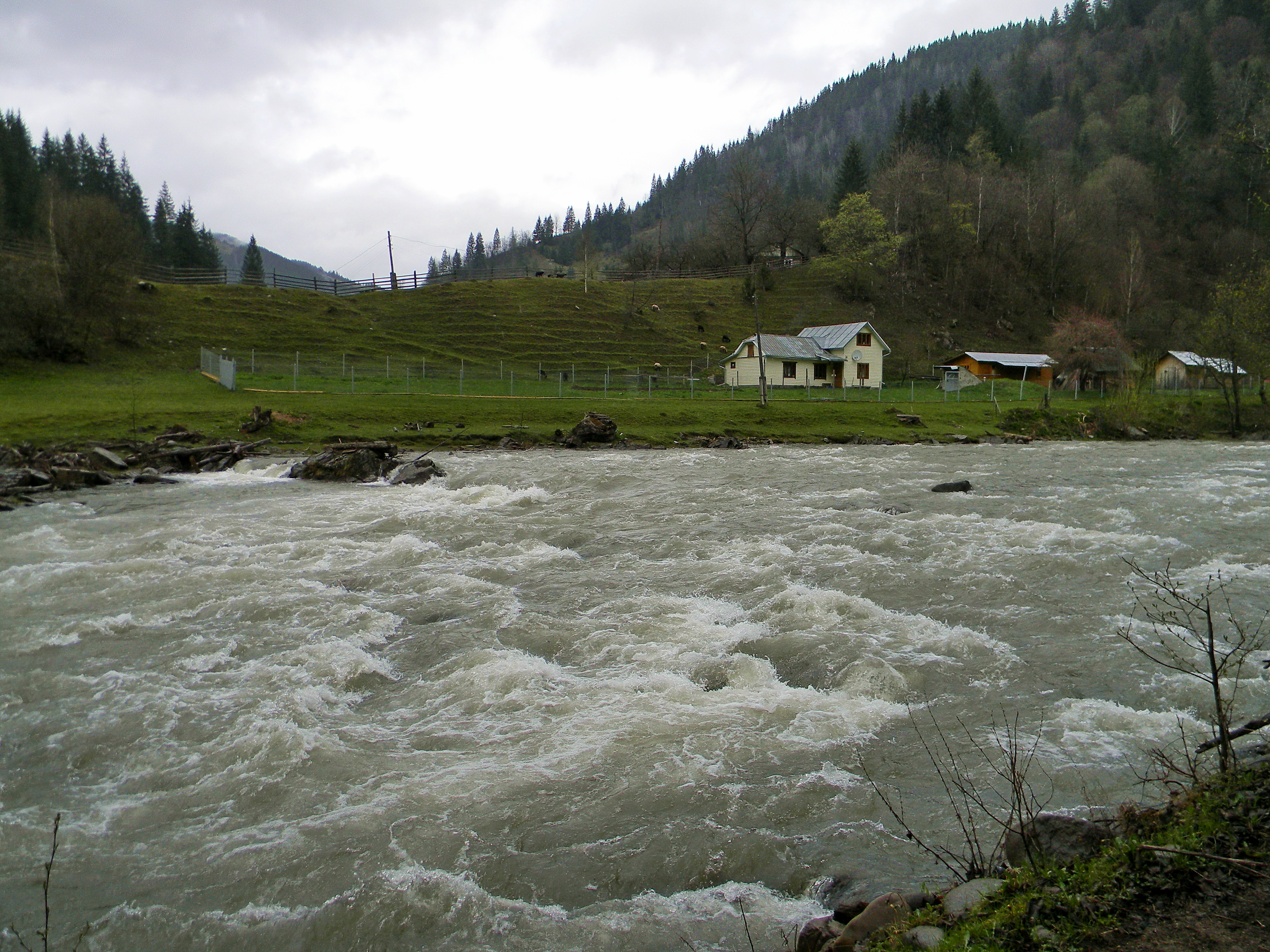
Во время наводнения
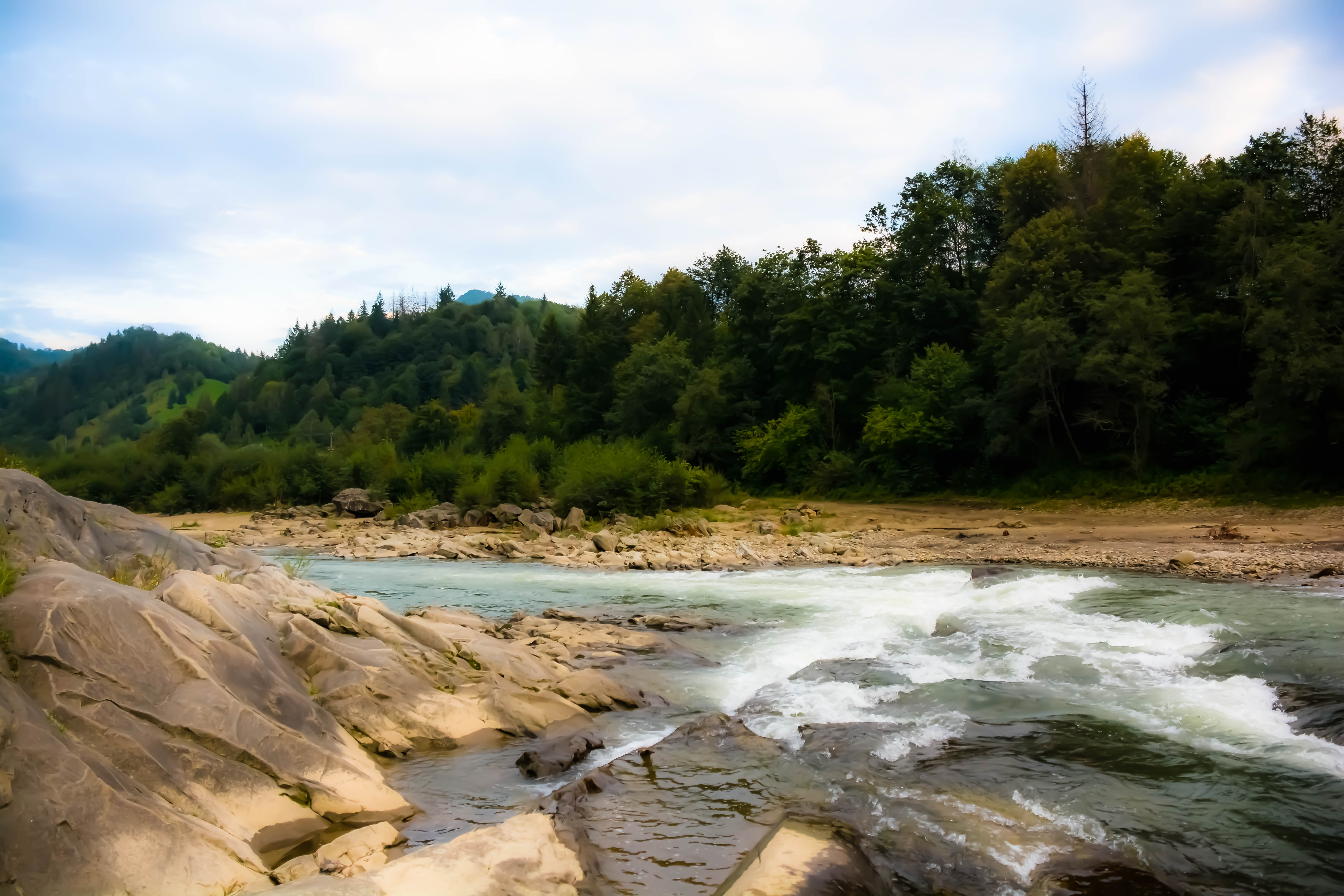
Лунный пейзаж